# Nguyễn Nam Trung
Nguyễn Nam Trung (tên trên tạp chí quốc tế: Nam-Trung Nguyen; ngày 14 tháng 4 năm 1970) là một học giả người Việt trong lĩnh vực vi lưu (Microfluidics)  và vi lưu nano (Nanofluidics). Ông nổi tiếng với các công trình nghiên cứu cảm biến chất độc thần kinh, phản ứng chuỗi polymerase (PCR), vi hỗn hợp khí (Micromixer), vi lưu giọt lỏng , vi lưu từ tính (Micro Magnetofluidics), hạt lỏng (Liquid Marbles)  và vi lưu đàn hồi tính (Micro Elastofluidics). Ông hiện là Giáo sư và Giám đốc Trung tâm Công nghệ Nano và Vi mô Queensland tại Đại học Griffith. Ông từng là Phó Giáo sư tại Đại học Công nghệ Nanyang, Singapore. Nguyễn Nam Trung là thành viên cấp Fellow của hiệp hội ASME  và thành viên cao cấp của hiệp hội IEEE.

## Đầu đời
Nguyễn Nam Trung sinh năm 1970 tại Hà Nội, có bố là kỹ sư và mẹ là giáo viên. Ông bắt đầu đi học vào năm 1975, năm chiến tranh Việt Nam kết thúc. Sau khi tốt nghiệp cấp 3, ông thi vào Trường Đại học Bách Khoa Hà Nội . Với điểm số cao trong kỳ thi này, ông được nhận học bổng đào tạo đại học ở nước ngoài tại khối Đông Âu cũ . Là một trong những người đạt điểm cao nhất, ông được tự chọn quốc gia du học. Cha ông là một kỹ sư được đào tạo ở Liên Xô cũ khuyên nên đi Đông Đức. Sau khi hoàn thành khóa học tiếng Đức tại Hà Nội năm 1987 và khóa dự bị đại học tại Zwickau năm 1988, ông theo học ngành kỹ thuật chính xác và công nghệ vi hệ thống tại Đại học Công nghệ Chemnitz, Đức. Khối Đông Âu sụp đổ vào năm 1989 khi ông đang học năm thứ hai. Ông tiếp tục theo  học tại trường cũ sau khi nước Đức thống nhất. Trong thời gian này, ông từng làm công nhân bán thời gian trên dây chuyền lắp ráp tủ lạnh, nhân viên nhập liệu ngân hàng và bồi bàn tại các nhà hàng. Ông từng là sinh viên nghiên cứu tại hãng Robert Bosch GmbH, nơi ông được làm quen với các hệ thống vi cơ điện tử (MEMS) được ứng dụng trong ô tô. Ông từng đóng góp vào thiết kế phát triển hệ thống phun nhiên liệu dựa trên MEMS cũng như hệ thống cảm biến áp suất và lưu lượng. Nguyễn Nam Trung lần lượt nhận bằng kỹ sư và tiến sĩ tại Đại học Công nghệ Chemnitz vào năm 1993 và 1997. Những năm tháng đầu đời ở hậu chiến Việt Nam, Đông Đức và nước Đức thống nhất đã ảnh hưởng lớn đến tính cách và sự nghiệp sau này của ông. Ông trở lại Chemnitz vào năm 2004 để bảo vệ học vị tiến sĩ khoa học (habilitation). Học vị tiến sĩ khoa học (Dr. Ing Habil) là học vị cao nhất dành cho học hàm giáo sư đầy đủ ở Đức. Sau khi Việt Nam chính thức bình thường hóa quan hệ ngoại giao với Hợp chúng quốc Hoa Kỳ vào năm 1995, ông tiếp tục được đào tạo tại Hoa Kỳ. Sau khi có học vị tiến sĩ năm 1997, ông sang Hoa Kỳ và làm kỹ sư nghiên cứu sau tiến sĩ tại Trung tâm Cảm biến và Truyền động Berkeley (Đại học California tại Berkeley, Hoa Kỳ).

## Sự nghiệp
Từ năm 1999 đến năm 2012, Nguyễn Nam Trung là nghiên cứu viên, trợ lý giáo sư và phó giáo sư tại Đại học Công nghệ Nanyang của Singapore (NTU) . Ông nguyên là giám đốc chương trình giáo dục bán thời gian của Khoa Cơ khí và Hàng không vũ trụ tại NTU. Từ năm 2000 đến 2012, ông lãnh đạo một nhóm nghiên cứu độc lập cạnh tranh tầm quốc tế tại NTU. Năm 2013, ông chuyển về Đại học Griffith ở Úc và đảm nhận vị trí Giáo sư kiêm Giám đốc Trung tâm Công nghệ Nano và Vi mô Queensland. Nguyễn Nam Trung là thành viên nhóm chuyên gia xét duyệt tài trợ nghiên cứu quốc gia (Hội đồng nghiên cứu Úc) từ năm 2014 đến 2017 và thường xuyên hợp tác nghiên cứu với đối tác công nghiệp Úc qua các hợp đồng nghiên cứu và trung tâm hợp tác nghiên cứu (CRC) . Các công trình nghiên cứu của ông tập trung vào phát hiện các nguyên lý cơ bản của vật lý chất lỏng ở kích thước vi mô và áp dụng những tiến bộ này cho các giải pháp kỹ thuật thực tế trong công nghệ phòng thí nghiệm trên một con chip (lab on a chip) và chẩn đoán tại nơi chăm sóc y tế (point-of-care-diagnostics). Ông có ba bằng sáng chế của Hoa Kỳ (US7975531B2, US7736788B2, US7534097B2) về các ứng dụng công nghệ vi lưu như pin nhiên liệu và thiết bị đo chất lỏng. Nguyễn Nam Trung phát minh và phát triển một số công nghệ xử lý chất lỏng được quốc tế công nhận, đặc biệt là gia công polyme chính xác, vi thanh lưu (micro acoustofluidics), vi hỗn hợp (micromixing) và vi lưu từ tính (micro magnetofluidics). Ông đã công bố hơn 470 bài báo trên các tạp chí quốc tế, 9 cuốn sách tiếng Việt, Anh và Đức, 24 chương sách. Ông hướng dẫn thành công 36 nghiên cứu sinh tiến sĩ. Ấn bản báo cáo đặc biệt về nghiên cứu của báo The Australian năm 2020 từng vinh danh ông là nhà lãnh đạo nghiên cứu của Úc trong lĩnh vực hóa học phân tích, và là một trong 17 học giả hàng đầu về khoa học hóa học và vật liệu . Ông được bầu là thành viên cấp Fellow của Hiệp hội Kỹ sư Cơ khí Hoa Kỳ (ASME) và là thành viên cấp cao của Viện Kỹ sư Điện và Điện tử (IEEE). Danh tiếng quốc tế và khả năng lãnh đạo của ông được thể hiện qua vai trò biên tập các tạp chí trong lĩnh vực vi lưu, công nghệ vi mô và công nghệ nano gồm tổng biên tập (Micromachines) , phó tổng biên tập (tạp chí Microfluidics và Nanofluidics , tạp chí Thiết bị vi sinh y sinh , tạp chí Cảm biến và Hệ thống Cảm biến , tạp chí Khoa học: Vật liệu và Thiết bị Tiên tiến , tạp chí Công nghệ  và thành viên ban cố vấn tạp chí Lab on a Chip .

## Vinh danh
Nguyễn Nam Trung nhận giải nhì của Giải thưởng Nhà khoa học trẻ Net-Scopus về Phát triển bền vững năm 2009 và á quân Giải thưởng Nhà khoa học trẻ ASAIHL-Scopus năm 2008.
Sau đây là danh sách đầy đủ các thành tích của ông:
- 2020, 2021, 2022, 2023, 2024, lãnh đạo nghiên cứu của Úc về hóa học phân tích [12]
- 2018, giải thưởng nghiên cứu xuất sắc của hiệu trưởng cho lãnh đạo nghiên cứu [10]
- 2017, giải thưởng nghiên cứu xuất sắc của phó hiệu trưởng dành cho lãnh đạo nghiên cứu
- 2014, thành viên nhóm chuyên gia của Hội đồng Nghiên cứu Úc[21]
- 2012, thành viên chương trình SMART, liên minh nghiên cứu và công nghệ Singapore-MIT [8]